# Staatliche Technische Universität Moskau

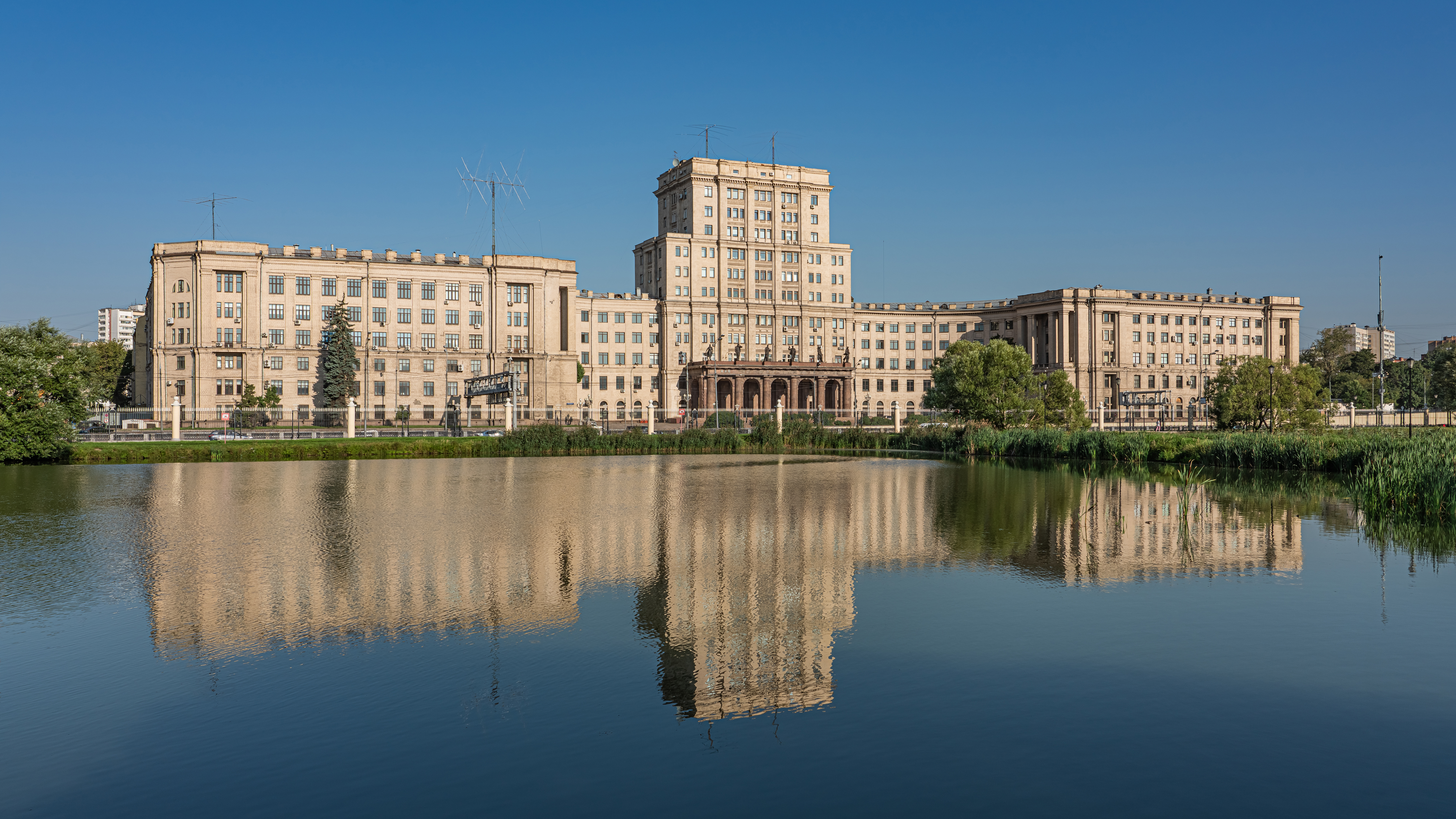
Hauptgebäude der MSTU

Die Staatliche Technische Universität Moskau „N. E. Bauman“ (auch Moskauer Staatliche Technische Universität Bauman, russisch Московский Государственный Технический Университет им. Н. Э. Баумана, Transkription Moskowski Gossudarstwenny Technitscheski Uniwersitet im. N. E. Baumana), kurz Bauman MSTU oder MSTU, ist eine staatliche Technische Universität in Moskau mit rund 18.000 Studenten und 3.500 wissenschaftlichen Angestellten und eine der einflussreichsten Technischen Universitäten in Russland.

## Geschichte
1830 wurde die „Kaiserliche Berufsschule“ (russisch Ремесленное училище, Remeslennoje utschilischtsche) gegründet und wechselte mehrmals den Namen (u. a. 1917 nach der Oktoberrevolution in „Moskauer Höhere Technische Schule“ / MHTS). 1930 wurde die Hochschule nach dem Revolutionär Nikolai Bauman benannt. Der heutige Name „Staatliche Technische Universität“ stammt von 1989; derzeitiger Rektor der Universität ist Anatoli Alexandrow. Neben dem Moskauer Hauptsitz hat die Bauman-Universität einen Campus in Kaluga.

## Organisation

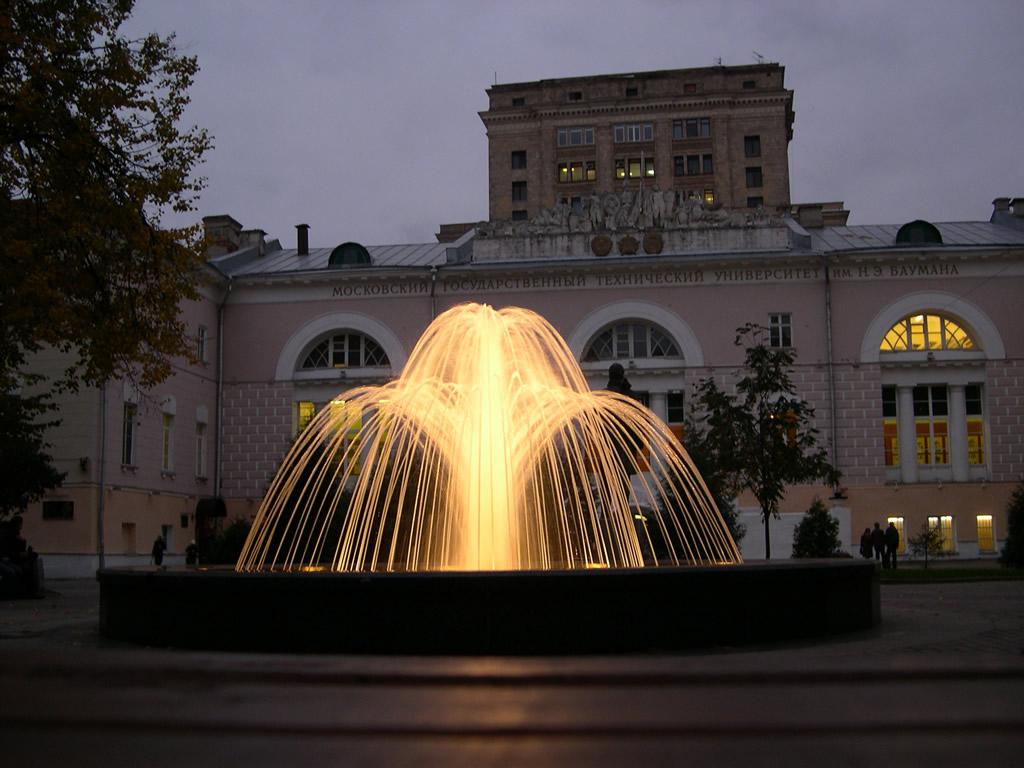
Innenhof der MSTU mit Springbrunnen

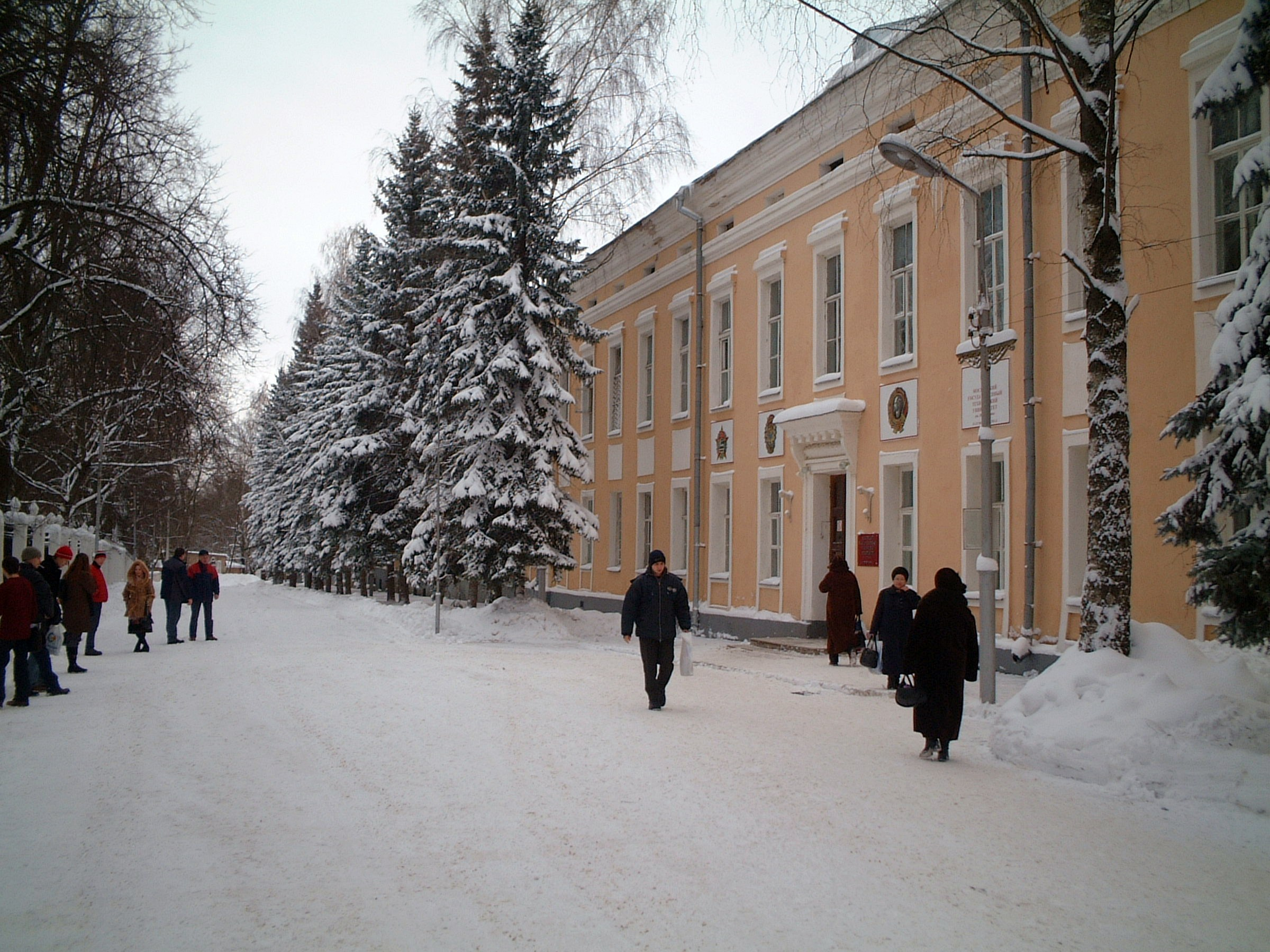
Der Campus in Kaluga

Es gibt 10 Abteilungen sowie 5 zusätzliche Sonderabteilungen:
- Radioelektronik und Lasertechnik
- Grundlagenforschung
- Maschinenbau
- Sondermaschinenbau
- Kraftwerke
- Robotertechnik und Automation
- Informatik und Kontrollsysteme
- Biomedizin
- Sozial- und Humanwissenschaften
- Betriebstechnik und Betriebswirtschaft

In Orewo, etwa 80 km nördlich von Moskau, betreibt die Staatliche Technische Universität Moskau einen Forschungs- und Ausbildungsstandort für Ingenieure mit dem Schwerpunkt der Raketen- und Weltraumtechnik.

## Berühmte Absolventen
- Pafnuti Lwowitsch Tschebyschow (1821–1894), russischer Mathematiker
- Wladimir Grigorjewitsch Schuchow (1853–1939), russischer/sowjetischer Ingenieur
- Sergei Pawlowitsch Koroljow (1907–1966), sowjetischer Ingenieur
- Andrei Nikolajewitsch Tupolew (1888–1972), sowjetischer Flugzeugkonstrukteur
- Nikolai Jegorowitsch Schukowski (1847–1921), russischer Mathematiker und Aerodynamiker
- Nikolai Antonowitsch Dolleschal (1899–2000), sowjetischer Energietechniker, Chefentwickler der sowjetischen graphitmoderierten Kernreaktoren
- Semjon Alexejewitsch Lawotschkin (1900–1960), sowjetischer Flugzeugkonstrukteur und der Leiter des OKB (Experimental-Konstruktionsbüro) Lawotschkin
- Wladimir Michailowitsch Mjassischtschew (1902–1978), sowjetischer Flugzeug-Konstrukteur
- Mark Aronowitsch Aiserman (1913–1992), sowjetischer Physiker und Kybernetiker